# Christine Malmström Barke
Christine Elisabeth Malmström Barke, född Nordström 26 mars 1932 i Stockholm, död 17 mars 2003, var en svensk rikslottachef.

## Biografi
Malmström Barke är dotter till generalmajoren Anders Carl Gson Nordström och Carola Ingeborg, född Nilsson. Hon genomgick Försvarshögskolans chefskurs 1979 och var rikslottachef i Riksförbundet Sveriges lottakårer 1978–1986 (vice ordförande där 1972…1978) samt var ordförande i Sveriges unglottor 1978-1986.
Hon var 1975–1980 ledamot i Beredningen för det fortsatta arbetet om kvinnan i försvaret, en statlig kommitté med uppgift att utreda utökade anställningsmöjligheter för kvinnor inom försvaret. Kommitténs arbete låg till grund för riksdagens beslut att undanröja samtliga formella hinder för kvinnor att arbeta inom försvarsmakten, däribland hindret för kvinnor att bli officerare.
Malmström Barke var i sitt första äktenskap gift med översten Stig Barke (1928-1995), son till byrådirektören Olof Emil Barke och Gerda Kristina, född Andersson (Detter). I sitt andra äktenskap gifte hon sig 1982 med överste 1. graden Gustaf Malmström (1923-1985), son till agronomen Nils Malmström och Hilda, född Bäckström. Malmström Barke avled 2003 och gravsattes på Vombs kyrkogård i Skånes län.